# داريل ك. سويت
داريل ك. سويت (بالإنجليزية: Darrell K. Sweet)‏ هو فنان أمريكي، ولد في 15 أغسطس 1934 في هايلاند بارك في الولايات المتحدة، وتوفي في 5 ديسمبر 2011.